# Вільгельм Юнк
Вільгельм Юнк (нім. Wilhelm Junck; 2 січня 1878, Егер — 19 березня 1953, Санкт-Ульріх-ам-Піллерзе) — австро-угорський, австрійський і німецький офіцер, дипломований інженер (26 травня 1919), генерал-майор вермахту.

## Біографія
18 серпня 1899 року вступив у австро-угорську армію. Учасник Першої світової війни, після завершення якої продовжив службу в австрійській армії. З 1 квітня 1920 року — консультант Федерального міністерства оборони. 31 травня 1928 року вийшов у відставку.
1 серпня 1938 року переданий в розпорядження вермахту. З 24 жовтня 1940 року — промисловий представник ОКВ в Гамбурзі. З 2 березня 1941 року — представник відділу стандартизації озброєння і спорядження. 1 липня 1944 року відправлений в резерв ОКГ. 1 серпня 1944 року переданий в розпорядження начальника відділу озброєння. 15 січня 1945 року знову відправлений в резерв ОКГ. 8 травня 1945 року взятий в полон. В 1946 році звільнений.

## Звання
- Лейтенант (18 серпня 1899)
- Обер-лейтенант (1 листопада 1904)
- Гауптман (1 травня 1913)
- Майор (1 липня 1918)
- Оберст-лейтенант (1 січня 1921)
- Оберст на активній службі (31 травня 1926)
- Вищий військовий будівельний радник (2 липня 1926)
- Генеральний будівельний радник (31 березня 1927)
- Генерал-майор до розпорядження (1 вересня 1940)

## Нагороди
- Ювілейний хрест
- Пам'ятний хрест 1912/13
- Бронзова і срібна медаль «За військові заслуги» (Австро-Угорщина) з мечами
- Хрест «За військові заслуги» (Австро-Угорщина) 3-го класу з військовою відзнакою і мечами
- Орден Залізної Корони 3-го класу з військовою відзнакою і мечами
- Військовий Хрест Карла
- Пам'ятна військова медаль (Австрія) з мечами
- Почесний хрест ветерана війни з мечами
- Медаль «За вислугу років у Вермахті» 4-го, 3-го, 2-го і 1-го класу (25 років)